# Opogona lornatella
Opogona lornatella är en fjärilsart som beskrevs av Legrand 1965. Opogona lornatella ingår i släktet Opogona och familjen äkta malar.
Artens utbredningsområde är Seychellerna. Inga underarter finns listade i Catalogue of Life.